# José Quirante
 (septembre 2014).
Si vous disposez d'ouvrages ou d'articles de référence ou si vous connaissez des sites web de qualité traitant du thème abordé ici, merci de compléter l'article en donnant les références utiles à sa vérifiabilité et en les liant à la section « Notes et références ».
José Quirante Pineda, né le 10 mai 1883 à Cox (Communauté valencienne, Espagne) et décédé le 30 mai 1964 à Barcelone (Catalogne, Espagne), est un footballeur espagnol reconverti en entraîneur.

## Biographie
José Quirante est le premier joueur à avoir quitté le FC Barcelone pour jouer au Real Madrid[réf. nécessaire].
Il joue comme milieu de terrain au FC Barcelone entre 1901 et 1912. En raison de ses obligations professionnelles il doit se rendre à Madrid et il joue entre 1906 et 1908 avec le Real Madrid sans pour autant cesser d'appartenir au FC Barcelone. Il joue aussi avec Séville FC.
Après sa retraite sportive, il devient entraîneur. Il entraîne le Real Madrid lors du premier championnat d'Espagne en 1928.